# Necrophila ioptera
Necrophila ioptera es una especie de escarabajo carroñero del género Necrophila, categorizada en la tribu Silphini, de la subfamilia Silphinae. Fue descrita por Kollar & L.Redtenbacher en 1844.

## Distribución
Se distribuye por Asia: India, Nepal y Pakistán.